# Screener
Un screener (du verbe anglais to screen, « projeter (un film) ») est la copie sur cassette vidéo ou DVD destinée aux critiques, qu'un studio fait de l'un de ses films alors que celui-ci n'est pas encore exploité en salles, voire avant qu'il ne soit sorti. 
Envoyés à des fins de démonstration aux professionnels de l'industrie cinématographique (critiques et journaux spécialisés, aux membres des jurys chargés de décerner des récompenses, producteurs, distributeurs, etc.), les screeners (ou vidéos promotionnelles) sont donc destinés à rester confidentiels.
Mais comme les films ainsi diffusés ne sont pas encore disponibles en vidéo, les screeners attirent la convoitise et peuvent donner lieu à des « fuites », c'est-à-dire à des copies réalisées clandestinement, puis diffusées indépendamment du circuit commercial, notamment sur Internet par le biais de réseaux pair à pair (P2P ou peer to peer en anglais).
Afin de lutter contre ces pratiques préjudiciables à l'industrie du cinéma, chaque screener est désormais envoyé à son destinataire équipé de tatouages numériques invisibles permettant, lorsqu'une telle fuite a été découverte, d'identifier de quel exemplaire provient la copie, et ainsi de remonter la filière illicite à sa source. La qualité des images est également volontairement dégradée, et des légendes indiquant qu'il s'agit d'un screener sont insérées.
La MPAA a annoncé en 2003 qu'elle allait cesser la diffusion de screeners aux membres de l'Academy of Motion Picture Arts and Sciences en invoquant la crainte du piratage des œuvres ainsi diffusées. Elle a par la suite rétabli cette pratique, mais en appliquant une nouvelle politique exigeant des destinataires des screeners qu'ils signent un contrat exécutoire dans lequel ils s'engagent à ne pas les divulguer.
En janvier 2004, un membre de l'Académie, Carmine Caridi, connu pour son rôle dans Le Parrain, a été impliqué dans une enquête du FBI sur le piratage. Déclaré coupable d'avoir envoyé à un contact dans l'Illinois près de 300 screeners sur une période de cinq ans, il a été exclu de l'Académie, a été condamné à payer une amende de 600 000 $ et a passé une période de 4 ans sans tourner le moindre film. Son complice, Sprague, qui a techniquement recopié le contenu des screeners de Caridi pour les mettre en ligne sur un réseau P2P, a été condamné à trois ans de prison.[réf. nécessaire]